# 成田剣
成田 剣（なりた けん、1964年5月18日 - ）は、日本の声優、俳優。埼玉県出身。フリー。

## 来歴
中学3年生の時に文化祭の会場で、好きだったが中々想いを伝われずにいた女子の前で、同級生の男子達のバンドの演奏が始まった時に途中で彼の歌が滅茶苦茶であり、場内は爆笑の渦であった。しかし彼女だけは笑わずに彼を見守っていた姿を見た時に「ああ、表現しなければ伝わらないのだ」と知って役者を志す。
高校時代より児童劇団に所属し、東京キッドブラザースを経て青年座研究所に入所。劇団青年座に所属していた頃にはテレビドラマへの出演経験もある。職業としての声優は知っていたが、それほど興味はなかった。当時所属していた劇団青年座が25周年でお祝いのインドネシアバリ州バリ島旅行があり、その旅行に秋の舞台で共演していた女優の夫である日本語版制作のディレクターがおり、「この人は声の仕事をしている人だから、やりたければ言いなさい」と言われた。その時に「はい、やります!!」と即座に答えてしまい、「では声のサンプルを彼女に渡して下さい」と言われた。友人の知り合いが広告ディレクターをしており、「代理店でサンプルを作ってみたいから声を録らないか」といわれてそのテープが手元にあった。早速送付したところ、結果は採用であった。1月早々の旅行からの帰国後すぐに連絡があり、2月には初の声の仕事に挑むことになり、「縁だ」と思った。
最初の仕事は映画『レッド・ブル』だが、勝手も分からずタイミングも合わずで、ものすごく落ち込んでいた。失敗談として声優としての活動を始めた当初は、「誰よりも早く現場に入って、いちばん見やすい席にいよう!」と思い、スタジオのど真ん中の主役の席の椅子に座っていた。アテレコの途中で、ある先輩が「なんだか今日は狭いなあ」と述べており、休息時間に呼んでくれたディレクターが慌てて教えてくれた。ある時、演技がうまく行かず、納得がいかないまま終わってしまい、帰りの道で悩んで引きずって「このままでは次の仕事はもう来ない…」と気付けば都心のスタジオから東京都豊島区池袋まで歩いていた。いても立ってもいられなくなり、深夜にもかかわらず目に入った池袋駅の公衆電話から、そのディレクターの家に電話していた。のちにそのディレクターは奥方に「あんなに一生懸命やるヤツは見たことがない。俺が一生面倒見る」と語っていたと言い、涙が出たという。それまでの最初の失敗から、苦手意識があった声の仕事を「もっともっと頑張ろう」と思った。
それから2〜3年が過ぎ、一つ目の転機が訪れる。映画『ポール・ニューマンの ハリー&サン』の息子役を演じ、これがすごく楽しくて初めて欲が出てしまったという。その後、たてかべ和也から名刺を貰い、「事務所に来ないか」と言ってくれたという。即答はしなかったが、後に事務所に所属してしばらくしてからそのことをたてかべに話すと、「そんなことがあったのかな」と言われたという。
その後はぷろだくしょんバオバブ、アクセントに所属し、2008年4月よりフリーで活動を行っている。
2008年（平成20年）で芸歴20周年を迎えることを記念し、20th記念特別BDトークライブが5月17日に大阪で、6月1日に東京でそれぞれ開催された。
2011年10月1日の『機動戦士ガンダムUC』episode4最速上映会にて、同作から2006年に死去した鈴置洋孝の後任としてブライト・ノアの声を担当することが発表され（本人もサプライズゲストとして登場）、以後は一部のゲーム作品においてもブライトを演じている。成田はこれ以降複数の作品で鈴置の持ち役を引き継いでいる。

## 人物
声種はバリトン。
趣味は剣道（初段）、野球、ジャグラー（お手玉）、スキューバダイビング。
芸名の由来は、母の知り合いで姓名判断をしている人に頼んだところ、「剣」の名をアドバイスされたという。剣道の指導者からもかわいがられていたこともあり、「これも縁かな」と思ったという
『コードギアス 反逆のルルーシュ』のオーディションにおいて、最初はルルーシュ・ランペルージ役に参加するべく、ヴォイスサンプルを送った。ところが、監督は送られてきた成田の声を聞いてすぐに「ジェレミアだ!!」と判断して、ジェレミア役に決まったとのことである。
憧れたり尊敬する先輩はたてかべ和也と堀内賢雄を挙げている。

## 出演
太字はメインキャラクター。

### テレビアニメ
1992年
- 魔法のプリンセス ミンキーモモ 夢を抱きしめて（男A、若者A）
- ママは小学4年生（若刑事、黒メガネの男）

1993年
- ミラクル★ガールズ（副操縦士）
- 無責任艦長タイラー（ハロルド・カトリ、ラ・デューク、カンパニー）

1994年
- ヤマトタケル（ヤクモ人たち）

1995年
- 魔法陣グルグル（皇帝）
- 黄金勇者ゴルドラン（ドラン / ゴルドラン / スカイゴルドラン / グレートゴルドラン）
- ふしぎ遊戯（1995年 - 1996年、梶原哲也、朱雀星君、兵士B、パイロット）
- H2（佐藤、田中、愛好会D）
- 恐竜冒険記ジュラトリッパー（黒い爪）

1996年
- エルフを狩るモノたち（ギルド）
- シンデレラ物語（アレックス）
- 名探偵コナン（1996年 - 2025年、江藤、村木龍一、南雲伸晴、大賀真哉、物部雅生、庄司真吾、奥村刑事、青里周平、井出正也、森川勇一郎、狩野文嗣）

1997年
- EAT-MAN（ストウ）
- 吸血姫美夕（バロウ）
- 超特急ヒカリアン（ひかり隊長、ポリスウイン、E3レーサー、ひたちグリーン、ナレーション）
- はいぱーぽりす（カメレオン）

1998年
- クレヨンしんちゃん（1998年 - 、鈴木けんすけ 他）
- アンドロイド・アナ MAICO 2010（スガちゃん）
- Weiß kreuz（織田信也）
- 金田一少年の事件簿（1998年 - 1999年、大和猛、鳥辺野章、国東隆介、赤堤響介）
- 銀河漂流バイファム13（アデル）
- serial experiments lain（教師、中学校教諭）
- 忍たま乱太郎（1998年 - 2025年、潮江文次郎、ヒラ、鬼の子の父 他）
- 南海奇皇（海江田吾郎）
- 万能文化猫娘（若社長〈三島十三〉）
- ポポロクロイス物語（風族の男）
- Bビーダマン爆外伝（じっきょうボン）
- 魔法のステージファンシーララ（コミさん）

1999年
- アークザラッド（ケルプ）
- エデンズボゥイ（ウィトー）
- 天使になるもんっ!（快）

2000年
- 犬夜叉（2000年 - 2010年、殺生丸） - 2シリーズ
- 幻想魔伝 最遊記（光明三蔵）
- 週刊ストーリーランド（男）

2001年
- 激闘!クラッシュギアTURBO（真理野タテオ）
- 旋風の用心棒（中村刑事）
- HELLSING（ポール・ウィルソン）

2002年
- 王ドロボウJING（ダンダー）
- GetBackers-奪還屋-（エイジ）
- 攻殻機動隊 STAND ALONE COMPLEX（ナナオ）
- ふぉうちゅんドッグす（カッター）

2003年
- あたしンち（2003年 - 2005年、田中、店員、司会者A、警察官B）
- E'S OTHERWISE（朝倉医師）
- L/R -Licensed by Royal-（マーガレット）
- クラッシュギアNitro（ケビン）
- SUBMARINE SUPER 99（ゼ・ストロネストロ）
- 出撃!マシンロボレスキュー（ジェイの父、愛川誠の父）
- スクラップド・プリンセス（レナード・カンヴァス）
- 住めば都のコスモス荘 すっとこ大戦ドッコイダー（ピエール）
- 探偵学園Q（真木慎太郎、多賀研次）
- フルメタル・パニック?ふもっふ（ぽに男）
- 妄想科学シリーズ ワンダバスタイル（イチリン）

2004年
- アクアキッズ（ダラー）
- カレーの国のコバ〜ル（ブイヨン先生）
- サムライチャンプルー（シレン）
- ソニックX（ブラックナルキッソス）※テレビ東京未放送版のキャラクター
- それいけ!ズッコケ三人組（新谷敬三）
- 小さい潜水艦に恋をしたでかすぎるクジラの話（イルカB）
- 月詠 -MOON PHASE-（まりお）
- ドラえもん（テレビ朝日版第1期）（男の人A、司会者、アナウンサー）
- 爆裂天使（地下案内人）
- ファンタジックチルドレン（キルヒナー）
- ボボボーボ・ボーボボ（おちょぼ口君）
- モンキーターンV（長尾茂和）
- 流星戦隊ムスメット（岸田博士）
- ロックマンエグゼStream（2004年 - 2005年、砂山ノボル）
- ONE PIECE（2004年 - 2019年、マーリン、マーレイ弟、海兵、スレイマン）

2005年
- アークエとガッチンポーてんこもり（ビッグ・ベン、アオガエル師匠）
- うえきの法則（アレッシオ・ユリアーノ）
- エレメンタル ジェレイド（グラディアス）
- おくさまは女子高生（教頭先生）
- 陰陽大戦記（タイシン）
- ガンパレード・オーケストラ（エステルの父）
- ゾイドジェネシス（灼熱のティ・ゼ）
- ブラック・ジャック（村岡）
- MONSTER（殺人犯A、刑事A）
- 雪の女王（司祭）
- LOVELESS（青柳清明）

2006年
- いぬかみっ!（死神「暴力の海」）
- 学園ヘヴン BOY'S LOVE HYPER!（松岡迅）
- ガラスの艦隊（マグヌス）
- 牙 -KIBA-（アイロニー）
- ケロロ軍曹（2006年 - 2008年、ダーイシ星人、バリリ准尉）
- 恋する天使アンジェリーク シリーズ（2006年 - 2007年、アリオス） - 2シリーズ
- ゴーストハント（林興徐）
- コードギアス 反逆のルルーシュ（2006年 - 2008年、ジェレミア、シャーリーの父） - 2シリーズ
- 史上最強の弟子ケンイチ（オーディーン / 朝宮龍斗）
- シュヴァリエ 〜Le Chevalier D'Eon〜（デュラン）
- ちょこッとSister（沢森一也）
- NARUTO -ナルト-（ナナフシ）
- BLACK BLOOD BROTHERS（陣内ショウゴ）
- BLACK LAGOON（クルッペンフェラー）
- ヤマトナデシコ七変化♥（オーナー）
- 遊☆戯☆王デュエルモンスターズGX（ギース・ハント）
- 妖怪人間ベム（先生）

2007年
- 京四郎と永遠の空（綾小路一夜〈カズヤ〉）
- 結界師（式神）
- ご愁傷さま二ノ宮くん（月村美樹彦）
- 彩雲国物語（葵皇毅）
- 逮捕しちゃうぞ フルスロットル（ドクター・スー）
- 地球へ…（グレイブ・マードック）
- BACCANO! -バッカーノ!-（フェルメート）
- ひとひら（桂木たかし）
- BLEACH（石田竜弦）
- 魔法少女リリカルなのはStrikerS（ジェイル・スカリエッティ）
- MOONLIGHT MILE シリーズ（武内、管制官B、職員、パイロットB、アナウンス 他） - 2シリーズ
- やっとかめ探偵団（タワージ・メドク）

2008年
- あまつき（白緑）
- イタズラなKiss（西垣東馬）
- 家庭教師ヒットマンREBORN!（大人リボーン）
- 銀魂（2008年 - 2018年、破牙検事、巳厘野道満） - 2シリーズ
- 黒塚 KUROZUKA（賢徳）
- ドラえもん（テレビ朝日版第2期）（2008年 - 2011年、編集者A、カプセル）
- マッハガール（ノーバディ）
- 魍魎の匣（須崎太郎）
- モノクローム・ファクター（月影弘樹）

2009年
- アラド戦記〜スラップアップパーティー〜（ラング）
- イナズマイレブン（2009年 - 2010年、研崎竜一）
- こばと。（栩堂琇一郎）

2010年
- 裏切りは僕の名前を知っている（藤原彌涼）
- ご姉弟物語（ディレクター）
- 聖痕のクェイサー（フリードリヒ・タナー）
- ダンス イン ザ ヴァンパイアバンド（ジャン・マレイ・デルマイユ）
- NARUTO -ナルト- 疾風伝（白雲ハヤマ）
- メタルファイト ベイブレード 爆（プーテン）

2011年
- 爆丸バトルブローラーズ ガンダリアンインベーダーズ（バリオディウス）
- 遊☆戯☆王ZEXAL（ジン）

2012年
- 境界線上のホライゾンII（チャールズ・ハワード）
- クロスファイト ビーダマンeS（御代ゴギョウ）
- ソードアート・オンライン（グリムロック）
- BTOOOM!（伊達政人）

2013年
- ガンダムビルドファイターズ（カトウ）
- 義風堂々!! 兼続と慶次（近衛前久）
- 聖闘士星矢Ω（紫龍）
- たまこまーけっと（さしみ主人〈魚谷隆〉、八木先生）
- 機巧少女は傷つかない（ブロンソン）
- 〈物語〉シリーズ セカンドシーズン（笹藪先生）

2014年
- アカメが斬る!（Dr.スタイリッシュ）

2015年
- 下ネタという概念が存在しない退屈な世界（頂の白）
- ハイスクールD×D シリーズ（2015年 - 2018年、シャルバ・ベルゼブブ） - 2シリーズ

2016年
- 機動戦士ガンダムUC RE:0096（ブライト・ノア）
- Occultic;Nine -オカルティック・ナイン-（我聞是如）
- シュヴァルツェスマーケン（ハインツ・アクスマン）
- 名探偵コナン コナンと海老蔵 歌舞伎十八番ミステリー（金子英司）

2017年
- エルドライブ【ēlDLIVE】（キエシ）
- Rewrite（清水）
- 将国のアルタイル（ナレーター）
- Dies irae（2017年 - 2018年、ヴァレリア・トリファ） - 2シリーズ

2018年
- 踏切時間（斉木）
- 転生したらスライムだった件（2018年 - 2024年、フューズ） - 3シリーズ
- バキ（2018年 - 2020年、鎬紅葉） - 2シリーズ
- ジョジョの奇妙な冒険 黄金の風（2018年 - 2019年、イルーゾォ）

2019年
- スター☆トゥインクルプリキュア（2019年 - 2020年、香久矢冬貴）
- BEM（ジャンセン）
- ダンジョンに出会いを求めるのは間違っているだろうかII（ザニス・ルストラ）

2020年
- 八男って、それはないでしょう!（ヘルムート三十七世）
- 半妖の夜叉姫（2020年 - 2022年、殺生丸） - 2シリーズ

2021年
- 転生したらスライムだった件 転スラ日記（フューズ）

2022年
- BLEACH 千年血戦篇（2022年 - 2024年、石田竜弦） - 2シリーズ
- 「艦これ」いつかあの海で（2022年 - 2023年、提督）

2023年
- ティアムーン帝国物語〜断頭台から始まる、姫の転生逆転ストーリー〜（ナレーション）

2024年
- ニンジャラ（松左衛門）
- 魔導具師ダリヤはうつむかない（カルロ・ロセッティ）

2025年
- 完璧すぎて可愛げがないと婚約破棄された聖女は隣国に売られる（レオナルド）
- 俺は星間国家の悪徳領主!（ガルガンド王）

### 劇場アニメ
1996年
- X -エックス-（桃生封真）

2001年
- 犬夜叉 時代を越える想い（殺生丸）

2002年
- シックス・エンジェルズ（マイク）

2003年
- 犬夜叉 天下覇道の剣（殺生丸）

2004年
- 犬夜叉 紅蓮の蓬莱島（殺生丸）
- Pa-Pa-Pa ザ★ムービー パーマン タコDEポン!アシHAポン!（若者）

2007年
- 河童のクゥと夏休み（雑誌記者）
- 映画ドラえもん のび太の新魔界大冒険 〜7人の魔法使い〜（編集）

2011年
- 劇場版アニメ 忍たま乱太郎 忍術学園 全員出動!の段（潮江文次郎）

2013年
- アルヴ・レズル -機械仕掛けの妖精たち-（堅洲世視）
- 名探偵コナン 絶海の探偵（関口誠）

2014年
- たまこラブストーリー（さしみ〈魚谷隆〉）

2016年
- ゼーガペインADP（ナフシャ）

2017年
- コードギアス 反逆のルルーシュ I - III（2017年 - 2018年、ジェレミア・ゴットバルト） - 3部作

2018年
- モンスターストライク THE MOVIE ソラノカナタ（加藤）

2019年
- コードギアス 復活のルルーシュ（ジェレミア・ゴットバルト）

2022年
- 機動戦士ガンダム ククルス・ドアンの島（ブライト・ノア）

2024年
- 範馬刃牙VSケンガンアシュラ（鎬紅葉）
- ゼーガペインSTA（ナフシャ）
- 劇場版 忍たま乱太郎 ドクタケ忍者隊最強の軍師（潮江文次郎）

時期未定
- 機動戦士ガンダム 閃光のハサウェイ サン オブ ブライト（ブライト・ノア）

### OVA
1994年
- I・R・I・A ZEIRAM THE ANIMATION（盗賊A）
- 宇宙の騎士テッカマンブレードII
- 湘南純愛組!（冴島俊行）

1995年
- 紺碧の艦隊（見木達男）
- YAMATO2520（トンプソン）

1996年
- 銀河英雄伝説（マインホフ兵長）

1998年
- 万能文化猫娘DASH!（若社長）

2002年
- 私立荒磯高等学校生徒会執行部（松本隆久）

2003年
- HAND MAID マイ（黒服・マキノ）

2004年
- アニメ古典文学館「万葉集」（柿本人麻呂）

2005年
- 永遠のアセリア 「求め」の声（秋月瞬）
- 春を抱いていた（菊地克哉）

2007年
- 異国色恋浪漫譚（アルの同僚）

2008年
- It’s a Rumic World 犬夜叉〜黒い鉄砕牙（殺生丸）※高橋留美子展で発表。DVD・BD化は2010年
- キレパパ。（神崎）
- ピューと吹く!ジャガー リターン・オブ・約1年ぶり（ケミカルよしお）

2009年
- 家庭教師ヒットマンREBORN! ボンゴレ式修学旅行、来る! THE COMPLETE MEMORIAL（大人リボーン）

2010年
- 模型戦士ガンプラビルダーズ ビギニングG（イレイ・ヒノデ）
- SEX PISTOLS2（ヨシュア・マクベアー）

2011年
- カーニバル・ファンタズム（ミハイル・ロア・バルダムヨォン）
- 機動戦士ガンダムUC（ブライト・ノア）

2012年
- るろうに剣心 -明治剣客浪漫譚- 新京都編（斎藤一〈2代目〉） - 2011年12月劇場先行公開

2018年
- 機動戦士ガンダム THE ORIGIN（ブライト・ノア） - 2019年に再編集作品『THE ORIGIN 前夜 赤い彗星』テレビ放送

### Webアニメ
- 最終試験くじら（2007年、皆川）
- スプリガン（2022年、諸刃功一[62]）
- 範馬刃牙（2023年、鎬紅葉）

### ゲーム
1996年
- ブルーブレイカー（ソードマスター）

1997年
- エルフを狩るモノたち -完全版-（ギルド、ウエイター）

1998年
- アンジェリーク 天空の鎮魂歌（アリオス）
- 新世代ロボット戦記ブレイブサーガ（黄金合体ゴルドラン / 大空合体スカイゴルドラン / 黄金獣合体グレートゴルドラン）
- どきどきポヤッチオ（ポール / マック）

2000年
- アンジェリーク トロワ（アリオス）
- ブレイブサーガ2（ドラン）
- ラングリッサーミレニアム（バセラード・クラール、アリオス）
- 竜機伝承3 〜黄昏に導かれし者たち〜（ダークネス、ブレッド）

2001年
- 犬夜叉 PLAYSTATION（殺生丸）
- Oni 完全日本語版（ハセガワ）

2002年
- 犬夜叉〜戦国お伽合戦〜（殺生丸）
- アーマード・コア3（ミラージュ代表者）
- どこまでも青く…（八車斉臥）
- 星のまほろば（大月埴史）
- ボンバーマンジェネレーション（MAX）

2003年
- 犬夜叉 〜奈落の罠! 迷いの森の招待状〜（殺生丸）
- アンジェリーク エトワール（アリオス）
- Angelic Vale（ザドゥーマ、ベーレン）
- ドラッグオンドラグーン（連合軍兵士）

2004年
- 犬夜叉 〜呪詛の仮面〜（殺生丸）
- 片神名〜喪われた因果律〜（スサノオ）
- 空の森 〜追憶ノ棲ム館〜（高浜賢吾）

2005年
- 犬夜叉 奥義乱舞（殺生丸）
- 永遠のアセリア -この大地の果てで-（秋月瞬）
- エレメンタル ジェレイド-纏え、翠風の剣-（グラディアス）
- コード・エイジ コマンダーズ〜継ぐ者 継がれる者〜（ヘイズ＝ヒーリー）
- 第3次スーパーロボット大戦α 終焉の銀河へ（キャリコ・マクレディ）
- DUEL SAVIOR DESTINY（ダウニー・リード）
- 花町物語（各務征士郎）
- LIVE×EVIL 灼熱のエデマ（ケンショウ・ウライ）
- ラジアータ ストーリーズ（クロス・ワード）

2006年
- いぬかみっ! feat.Animation（死神「暴力の海」）
- サモンナイト4（ギアン）
- 玉響 -たまゆら-（久瀬明仁）
- ピヨたん〜ハウスキーパーはCuteな探偵〜（風間幸広）
- 蜜×蜜ドロップス LOVE×LOVE HONEY LIFE（竜胆皐月）

2007年
- 史上最強の弟子ケンイチ 激闘!ラグナレク八拳豪（オーディン）
- 悠久ノ桜（神之邑颯真）
- ひぐらしのなく頃に祭（小此木）
- メイド★はじめました 〜ご主人様のお世話いたします♥〜（東久世翡翠）
- LIVE×EVIL 熱砂のプロメテウス（ケンショウ・ウライ）

2008年
- クイズマジックアカデミー5（ウィーズ）
- クリムゾン・エンパイア〜Circumstance to serve a noble〜（マーシャル＝エイド）
- クレプシドラ〜光と影の十字架〜（バロ / 墓守〈カロン〉）
- コードギアス 反逆のルルーシュ LOST COLORS（ジェレミア・ゴットバルト）
- コードギアス 反逆のルルーシュR2 盤上のギアス劇場（ジェレミア・ゴットバルト）
- 紫の焔（九条鋼）
- drastic Killer（ハーデフ）
- ふしぎ遊戯 朱雀異聞（心宿）
- BLEACH バーサス・クルセイド（石田竜弦）
- MELTY BLOOD Actress Again（ミハイル・ロア・バルダムヨォン）
- Real Rode（ザイン）

2009年
- イナズマイレブン2 脅威の侵略者（研崎竜一）
- 家庭教師ヒットマンREBORN!DS フレイムランブルX 未来超爆発（大人リボーン）
- クイズマジックアカデミー6（ウィーズ）
- 暗闇の果てで君を待つ（高坂貴彦）
- クリムゾン・ロワイヤル〜Circumstance to serve a noble〜（マーシャル＝エイド）
- 絶体絶命都市3 -壊れゆく街と彼女の歌-（氷川慶介）
- デモンブライド（法皇ディエス・イレ・デウス）
- なりそこない英雄譚〜太陽と月の物語〜（グラハム）
- ひぐらしデイブレイク Portable MEGA EDITION（小此木）
- マグナカルタ2（アレックス・ライモン・ルドー）

2010年
- うみねこのなく頃に 〜魔女と推理の輪舞曲〜（小此木鉄郎）
- 裏切りは僕の名前を知っている -黄昏に堕ちた祈り-（藤原彌涼）
- エンド オブ エタニティ（ヴァシュロン）
- 絶対迷宮グリム 〜七つの鍵と楽園の乙女〜（ヤーコプ・グリム）
- 忍たま乱太郎（2010年 - 2017年、潮江文次郎） - 2作品
- のーふぇいと! 〜only the power of will〜（宇宙統一機構総司令官）
- NO MORE HEROES 英雄たちの楽園（デスメタル）
- 華恋vサムライ×騎士（二階堂浩一）
- メタルファイト ベイブレード ポータブル 超絶転生! バルカンホルセウス（プーテン）
- Real Rode PORTABLE（ザイン）

2011年
- アンジェリーク 魔恋の六騎士（レヴィアス）
- うみねこのなく頃に散 〜真実と幻想の夜想曲〜（小此木鉄郎）
- 神なる君と（二ノ神弓鶴）
- クイズマジックアカデミー8（ウィーズ）
- 絶対迷宮グリム・ディレクターズカット版 〜七つの鍵と楽園の乙女〜（ヤーコプ・グリム）
- 第2次スーパーロボット大戦Z 破界篇 / 再世篇（2011年 - 2012年、ジェレミア・ゴットバルト） - 2作品

2012年
- アブナイ恋の捜査室（藤守慶史）
- SDガンダム GGENERATION（2012年 - 2025年、ブライト・ノア、マイキャラクターボイス男性〈OVER WORLD・GENESIS〉） - 3作品
- 解放少女（雲母才蔵）
- 機動戦士ガンダム オンライン（ブライト・ノア）
- クイズマジックアカデミー 賢者の扉（ウィーズ）
- スーパーロボット大戦OGサーガ 魔装機神 THE LORD OF ELEMENTAL（ラセツ・ノバステ）
- タイムトラベラーズ（沢木深）
- Dies irae 〜Amantes amentes〜（ヴァレリア・トリファ）
- バクダン★ハンダン（調辺歩）
- PROJECT X ZONE（ヴァシュロン）
- るろうに剣心 -明治剣客浪漫譚- 完醒（斎藤一）

2013年
- 裏語 薄桜鬼（武市半平太）
- 解放少女 SIN（雲母才蔵）
- 境界線上のホライゾン PORTABLE（チャールズ・ハワード）
- CONCEPTIONII 七星の導きとマズルの悪夢（ワッツ）
- ジョジョの奇妙な冒険 オールスターバトル（ウェカピポ）
- 大正鬼譚（2013年 - 2014年、西嶋院長）
- 機巧少女は傷つかない Facing "Burnt Red"（ルシファー）

2014年
- 裏語 薄桜鬼〜暁の調べ〜（武市半平太）
- 機動戦士ガンダム エクストリームバーサス（2014年 - 2016年、ブライト・ノア） - 3作品
- クイズマジックアカデミー 天の学舎（ウィーズ）
- 第3次スーパーロボット大戦Z 時獄篇 / 天獄篇（2014年 - 2015年、ブライト・ノア） - 2作品
- 大正鬼譚〜言ノ葉櫻〜（西島院長）
- Rewrite（教官）

2015年
- アブナイ恋の捜査室 〜Eternal Happiness〜（藤守慶史）
- 憂世ノ志士（武市半平太）
- 憂世ノ浪士（武市半平太）
- 幻影異聞録♯FE（旗中ヤツフサ、ガーネフ）
- ジョジョの奇妙な冒険 アイズオブヘブン（ウェカピポ）
- 新装版クリムゾン・エンパイア〜Circumstance to serve a noble〜（マーシャル＝エイド）
- 絶対迷宮 秘密のおやゆび姫（明の織月 / 闇夜の月）
- ひぐらしのなく頃に粋（小此木）
- PROJECT X ZONE 2:BRAVE NEW WORLD（ヴァシュロン）

2016年
- エンドライド-X fragments-（アウンダーク）
- サモンナイト6 失われた境界たち（ギアン）
- スーパーロボット大戦OG ムーン・デュエラーズ（キャリコ・マクレディ）
- Dies irae 〜Interview with Kaziklu Bey〜（ヴァレリアン・トリファ）
- 東京放課後サモナーズ（ジェド・マロース、ホウゲン、チェルノボーグ、サナト・クマラ）
- 妖怪ウォッチ ぷにぷに（殺生丸）

2017年
- スーパーロボット大戦V（ブライト・ノア）
- キャプテン翼 〜たたかえドリームチーム〜（日向小次郎）
- ガンダムバーサス（ブライト・ノア）
- ファイアーエムブレム無双（ガーネフ）

2018年
- スーパーロボット大戦X（ジェレミア・ゴットバルト）
- スターオーシャン:アナムネシス（ヴァシュロン）
- ファイアーエムブレム ヒーローズ（2018年 - 2023年、ガーネフ、ライナス）
- サファイア・スフィア 〜蒼き境界〜（ダークロード）
- 機動戦士ガンダム エクストリームバーサス2（2018年 - 2025年、ブライト・ノア） - 4作品
- クイズRPG 魔法使いと黒猫のウィズ（ジェレミア・ゴットバルト）
- スーパーロボット大戦X-Ω（ブライト・ノア）

2019年
- スーパーロボット大戦T（ブライト・ノア）
- グランブルーファンタジー（2019年 - 2022年、コノール、クズレ、ジェレミア・ゴットバルト）
- ガンダムネットワーク大戦（ブライト・ノア）

2020年
- ジョジョのピタパタポップ（イルーゾォ）
- ライブ・ア・ヒーロー!（ショウエン）
- Demon's Souls（心折れた戦士）

2021年
- モンスターストライク（2021年 - 2025年、殺生丸、ブライト・ノア、イルーゾォ、ジェレミア・ゴットバルト）
- 英雄伝説 黎の軌跡（ギリアム・ソーンダイクGM）
- コードギアス Genesic Re;CODE（2021年 - 2022年、ジェレミア・ゴットバルト）
- ドラガリアロスト（ヴァース）
- スーパーロボット大戦30（ブライト・ノア）
- 機動戦士ガンダム U.C. ENGAGE（2021年 - 2024年、ブライト・ノア）

2022年
- コードギアス 反逆のルルーシュ ロストストーリーズ（2022年 - 2024年、ジェレミア・ゴットバルト）
- ファイアーエムブレム無双 風花雪月（マティアス＝ラウル＝ゴーティエ）
- リトル ノア 楽園の後継者（グレイ）
- SDガンダム バトルアライアンス（ブライト・ノア）
- ジョジョの奇妙な冒険 オールスターバトルR（ウェカピポ）

2023年
- 機動戦士ガンダム アーセナルベース（ブライト・ノア）

2025年
- BLEACH Rebirth of Souls（石田竜弦）

時期未定
- 原神（ファトゥス執行官「隊長」）

### CD

#### ドラマCD
- アブナイ★恋の捜査室 シリーズ（藤守慶史）
  - アブナイ★恋の捜査室 〜楽しい温泉旅行編〜
  - アブナイ★恋の捜査室 〜彼女の合コンを阻止せよ!編〜[103]
  - アブナイ★恋の捜査室 〜恐怖のキャンプ編〜[104]
- アンジェリークシリーズ（アリオス）
- Vie Durant シリーズ（レオン）
  - Vie Durant 4 Prince Noir -avant-
  - Vie Durant 5 Prince Noir -apres-
- 犬夜叉シリーズ（殺生丸）
  - 聴くドラマCD2 〜竹取の翁は凶暴じゃった〜 ※少年サンデー応募者全員サービス
  - 犬夜叉 嵐と祭りの宝来島!
  - 犬夜叉 紅と白の歌合戦! 犬夜叉版・殺生丸版
  - 犬夜叉第559話 あさって ※ワイド版全巻予約特典
- 海ニ眠ル花（十郎）
- TVアニメーション「裏切りは僕の名前を知っている」オリジナルドラマCD1・3（藤原彌涼）
- X キャラクターファイル7 FUMA&KAMUI（桃生封真）
- 黄金勇者ゴルドラン
  - 総天然色CD大活劇「ワルター・ワルザックの大冒険」（ゴルドラン）
  - CDサウンド・ムービー・ショウ 華麗な探偵 ワルザック・ブラザーズ〜死神の逆位置（ドラン）
- 俺様ティーチャー ウキウキ♥ドラマCD（佐伯鷹臣）※『花とゆめ』応募者全員サービス
  - 俺様ティーチャー 真冬里帰りリターンズ（佐伯鷹臣）※『花とゆめ』2013年5号付録
- オジサマ専科 Vol.4 Family Business 〜危険な捜査線〜（鮫島省吾）
  - オジサマ専科Reading Vol.3「裏切りの街角〜BACK STABBERS〜」（鮫島省吾）
- 活動音劇 探偵青猫（硝子蝙蝠）
- 〜鏡花あやかし秘帖〜夜叉の恋路（神谷千景）
- 京四郎と永遠の空 「天使たちの協奏曲〜早春の出逢い〜」（カズヤ）
- きりん幼稚園へようこそ（久住恭介）
- ゴーストハント〜忘れられた子どもたち〜 前編・後編（リン）
- コーセルテルの竜術士物語 〜海に行く話〜（シオリア）
- コードギアス 反逆のルルーシュ Sound Episodeシリーズ（ジェレミア・ゴットバルト）
  - コードギアス 反逆のルルーシュ Sound Episode 5
  - コードギアス 反逆のルルーシュR2 Sound Episode 3・4・6
  - コードギアス 反逆のルルーシュR2 Sound Variety R18 ※キャラクターソングあり
- 殺彼-サツカレ-（九条薫）
- シティーハンター（ミック・エンジェル）
- 少年進化論 1・2（杉野）
- 青桃院学園風紀録シリーズ（篁朱雀）
- 天使禁猟区（ラファエル）
- とらわれの身の上（黒石恵）
- なかよし公園 1・2（山本）
- 忍たま乱太郎シリーズ（潮江文次郎）
  - 忍たま乱太郎 ドラマCD 一の段・二の段
  - 忍たま乱太郎 ドラマCD 会計委員会の段
  - 忍たま乱太郎 ドラマCD 六年生の段
  - 忍たま乱太郎CD 『忍たまがラジオにやって来た!の段』あんど『こんなこともあったんだよ、の段』[105]
  - 忍たま乱太郎 ドラマCD い組の段〜上巻〜
  - 忍たま乱太郎 ドラマCD い組の段〜下巻〜
- 八犬伝―東方八犬異聞―（里見莉芳）
- Drama CD 薔薇嬢のキス〜rose1・2〜（アニスのパパ〈八麻本シュヴァルツ〉）
- beatmania IIDX spin-off drama ROOTS26S[suite] Vol.1（孔雀）
- ひぐらしのなく頃に祭 羞晒し編（小此木）
- 美女と野獣〜星の首飾り〜（魔女、ナレーション）
- ひとひらシリーズ（桂木たかし）
  - ひとひら オリジナルドラマ&BGMアルバム Vol.1「麦編」
  - ひとひら オリジナルドラマ&BGMアルバム Vol.2「野乃編」
- 氷の魔物の物語（ブラッド）
- ファイアーエムブレム 黎明編/紫嵐編（アベル[106]）
- Fate/Grand Order 英霊伝承ドラマCD 英霊伝承異聞 〜巌窟王 エドモン・ダンテス〜（タランテラ）
- FINAL FANTASY:UNLIMITED After 2（ソルジャッシー）
- 勇者宇宙ソーグレーダー オーディオドラマ Vol.1 冒険の風（2025年、ゴルドラン） - 『勇者宇宙ソーグレーダー』第2巻 CD付特装版
- ポーの一族 第4巻（ヘンリー）
- ぽちゃぽちゃ水泳部（鈴木さん[107]）
- 無責任艦長タイラー シリーズ（ハロルド・カトリ）
  - MUSIC FILE 4 我田引水
  - MUSIC FILE 8 百花繚乱（※ボーカル）
  - SOUND NOTE 2 DELIGHTFUL
- LOVELESS シリーズ（青柳清明）
- 恋愛上等イケメン学園 シリーズ（水瀬啓一朗）
  - 恋愛上等イケメン学園
  - 恋愛上等イケメン学園2 -さよなら冴島先生-
- レンタル執事 Drama CD Vol.1（間宮巧）

#### BLCD
- 愛玩少年（後藤勲）
- あふれそうなプール （春日良太）
- 犬も喰わない（奥園修治[108]）
- ウラカレ（立花睦月）
  - ウラカレ〜Second Season〜 第五弾E/謎の青年実業家 立花睦月編（立花睦月）
- 英国紳士（エドワード）
- ENDLESSシリーズ（宝芳宗）
- YEBISUセレブリティーズ 1 - 4、Grand Finale（綿貫凌）
- エス-裂罅-（五堂能成）
  - エス-残光-（五堂能成）
- 王子様☆ゲーム（龍苑）
- オヤジ拾いました（中谷）
- 親猫シリーズ（久住弘樹）
  - 魅せられて
  - 猫かぶりの君〜復讐編〜
  - 猫かぶりの君2 〜新婚旅行編〜
  - 親猫は愛を宿す
- 渴愛シリーズ（黒崎享）
- 可愛いひと。3（藤岡達彦）
- きみには勝てない!（江崎陸）
- キミに飼われたい！（若村咲也）
  - キミに可愛がられたい！（若村咲也）
- 君のつく嘘と本当（筒見）
- キレパパ。（神崎）
- 妓楼の軍人（李月龍）
- くいもの処明楽（牧祐介）
- くびすじにKiss〜香港夜曲〜（四絶）
- ケダモノシリーズ（李徳文）
  - ケダモノは二度と笑う
  - 眠らないケダモノ
  - ケダモノと呼ばれえいる男
  - 蜜月のケダモノ
  - ケダモノは甘く招く
  - ケダモノにはご用心
- 月下美人シリーズ（東堂総一郎）
- 恋する暴君2・7・8（森永国博）
- コイ茶のお作法 シリーズ（蓮根一真）
- 恋の〜シリーズ（中村啓介）
  - 恋のシーズニング
  - 恋のテイスティング
- 極・愛（鬼塚賢吾）
  - 極・艶（鬼塚賢吾）
- 極道はスーツがお好き（諏訪拓也）
  - 極道はスーツを引き裂く（諏訪拓也）
  - 極道はスーツに刻印する（諏訪拓也）
- こどもの瞳（榎本仁）
- 子猫シリーズ（久住弘樹）
  - ピンクな子猫
  - ブルーな子猫
  - 外伝2 紳士は甘く略奪する
- 困った時には星に聞け! 3（藤縞皓）
- 灼熱の夜に抱かれて（ムーサ）
- 修学旅行もスキャンダル（三泉院靖明）
- 少年四景（橘)
- 新宿退屈男〜欲望の法則〜（春野秀二）
- スレイヴァーズ キス（山脇滋）
  - スレイヴァーズ ヌード（山脇滋）
- 征服せよ 略奪せよ2（ティバルト・ウォンシャー公)
- 世界は二人のために（キース）
- 喰蝶花（ヴァルガ・シュナイダー）
- 作る少年、食う男（フライト）
  - 執事の受難と旦那様の秘密 上・下・番外編（フライト）
- ドアをノックするのは誰?（甲田尚臣）
- バイトは家政婦!?（江阪武彰）
- 花降楼 シリーズ（楼主）
  - 君も知らない邪恋の果てに
  - 愛で痴れる夜の純情
  - 白き褥の淫らな純愛
- BL探偵（釜蔵カバ子）
- 秘書育成中。（鍛冶宗晃）
- VIP -棘-（谷崎仁志）
- ひと目会ったら恋に花（楡崎）
- 秘密のゴミ箱で恋をして（秋原修一郎）
- 秘密のゴミ箱でキスをして 秘密のゴミ箱で2（秋原修一郎）
- ヒミツの新薬実験中!（篠田黎一）
- ピヨたん〜ハウスキーパーはCuteな探偵〜（風間幸広）
- 富士見二丁目交響楽団シリーズ(14)Long ago(桐ノ院圭）
- 不遜で野蛮（青山隆一）
- ペット・お仕事中（工藤徹）
- ボディーガードは口説かれる（レナード・パーシヴァント）
- ほしがりません!勝つまでは（中谷佐和）
- 真昼の月 1・2（平）
- ミルククラウンのためいき（高遠信符）
- 無敵なぼくらシリーズ（露木智司）
- 桃色御伽草紙〜MOMOCANⅢ〜（セツラ）
- 野蛮なロマンチシスト（芦屋愁時）
- ヤンデレ天国（ヘブン）BL〜真誠学園家庭教師編〜（中臣由浩）
- 夢見る星座（柳沼）
- LOVE SEEKER 1 - 3（須賀恭介）
- ラブプリズム（夏野伝）
- Lamento -BEYOND THE VOID- DRAMA CD Vol.3（ライの父）
- 理解できない彼との事（佐藤高央[109]）
- 龍王の愛人（草壁智之）
- 恋愛操作 1 - 4（山代啓）
- ワガママ王子に危険なキス（倉橋奏人）
  - ワガママ王子に甘い罠（倉橋奏人）
- わんことにゃんこ 2・3（戸倉准教授）
- 勘弁してくれ（瀬名匠）

#### ラジオ・朗読CD
- honeybee 羊でおやすみシリーズ Vol.19 「君の寝顔に癒されて」
- DJCD ラジオ☆ロデ Vol.2

### ラジオドラマ
- タイラー無責任倶楽部（ハロルド・カトリ）
  - 共演：八奈見乗児との二人芝居 ※CD未収録

### 吹き替え

#### 担当俳優
ジェイソン・ビッグス
- アメリカン・パイシリーズ（ジム・レヴェンスタイン）
  - アメリカン・パイ
  - アメリカン・サマー・ストーリー
  - アメリカン・パイ3:ウェディング大作戦
  - アメリカン・パイパイパイ!完結編 俺たちの同騒会

- 恋は負けない（ポール）

ヘンリー・トーマス
- ザ・ホーンティング・オブ・ヒルハウス（ヒュー・クレイン）
- すべての美しい馬（レイシー・ロリンズ）
- スティーヴン・キングのデスペレーション（ピーター・ジャクソン）
- 真夜中のミサ（エド・フリン）

#### 映画
- 愛人/ラマン（兄〈アルノー・ジョヴァニネッティ〉）※ソフト版、（弟〈メルヴィル・プポー〉）※日本テレビ版
- アウト・フォー・ジャスティス（ブッチ、ピカリーノ、バーテンダー）※ソフト版
- 悪魔たち、天使たち（エミリオ・カンポス〈ネルソン・マルケス〉）
- アザー・ピープルズ・マネー（リチャードソン）
- アタック・ナンバーハーフ（モン）
- アナコンダ（マテオ）※テレビ朝日版
- アナとオットー
- 暗殺者（ボブ〈リード・ダイアモンド〉）※ソフト版
- アンストッパブル（スコット・ワーナー〈ケヴィン・コリガン〉）
- インタビュー・ウィズ・ヴァンパイア（ダニエル・マロイ〈クリスチャン・スレーター〉）※テレビ東京版
- ヴァーチャル・シャドー 幻影特攻（エイリアン〈テレンス・イン〉）
- Vフォー・ヴェンデッタ（ダスコム〈ベン・マイルズ〉）
- ウェイキング・ライフ（キャベ・ザヘディ）
- エース・ベンチュラ（ダン・マリーノ）
- エア スコーピオン（スコット）
- H ［エイチ］（シン・ヒョン〈チョ・スンウ〉）
- SPL/狼よ静かに死ね（ジェット〈ウー・ジン〉）
- エネミー・ライン（ヴィクトル・バズダ大佐[110]）※フジテレビ版
- エンド・オブ・デイズ ※ソフト版
- オーシャン・オブ・ファイヤー（プレストン・ウェッブ〈C・トーマス・ハウエル〉）
- オープン・ウォーター2（リチャード〈リチャード・スパイト・ジュニア〉）
- オープン・ユア・アイズ（セサール〈エドゥアルド・ノリエガ〉）
- 男たちの挽歌（タム・シン〈レイ・チーホン〉）※カルチュア・パブリッシャーズ版
- ガジュラ（ポール・ベイトマン）
- 家族の誕生（イ・ヒョンチョル）
- カナディアン・エクスプレス（バーテンダー）※フジテレビ版
- 金城武 スクール・デイズ（シイ・ジーハオ〈ジミー・リン〉）
- カリフォルニア（ウォルター・リヴジー）
- 完全犯罪（ブライス〈ジョシュ・ブローリン〉）
- 危険な天使たち（ニンニク〈ニッキー・ウー〉）
- キャノンボール3 新しき挑戦者たち（アシスタント）※TBS版
- キラーズ・コード（ホン刑事）
- 緊急逃亡（スティーヴ〈カー・スミス〉）
- キングダム・オブ・ヘブン（ロジェ・ド・コルミエールの息子〈ポール・ブライトウェル〉）
- グッド・ウィル・ハンティング/旅立ち（検察官〈ジョー・キャノン〉）
- 雲の中で散歩（ペドロ・アラゴン・ジュニア〈フレディ・ロドリゲス〉）
- グリーンマイル（ウィリアム・“ワイルド・ビル”・ウォートン〈サム・ロックウェル〉）※ソフト版
- クリスティーン
- クリフハンガー（エヴァン〈マックス・パーリック〉）※フジテレビ版
- クローバーフィールド/HAKAISHA（ジェイソン・ホーキンス〈マイク・ヴォーゲル〉）
- ゴースト・オブ・ミシシッピー
- ゴーストハウス（アレックス）
- 誤診（ブラウン医師）
- コップランド（マレー・バビッチ〈マイケル・ラパポート〉）※ソフト版
- コブラ（用務員）※テレビ朝日版
- コンフェッティ 仰天!結婚コンテスト（マット〈マーティン・フリーマン〉）
- 最終絶叫計画（グレッグ〈ロックリン・マンロー〉）
- サイバーロボ（ヘリパイロット）
- サイン・オブ・ゴッド（ヨシュア）
- SURVIVOR/野獣地帯（ブレス〈リノ・ロマノ〉）
- ザ・エージェント（フランク〈ジェリー・オコンネル〉）※ソフト版
- ザ・グリード（マムーリ〈クリフ・カーティス〉）※テレビ朝日版
- ザ・フィアー2（マイク・ホーソーン〈ゴードン・カリー〉）
- ザ・ミラー（チャド）
- サンフランシスコ大地震（ジョー）
- シークレット・オブ・アメリカ（パオロ・カタニア）
- シアターの怪人（ショーン・マッギボン）
- JM（ベトナム人）
- ジェラルド・バトラー in THE GAME OF LIVES（フランク・ウォレス）
- 地獄の女囚コマンド
- シックス・デイ（ワイリー）※ソフト版
- 死の標的 ※ソフト版
- ジム・キャリーのエースにおまかせ!（アウダ）
- シャーロック・ホームズ/バスカヴィル家の犬（ジャック・ステープルトン）
- ジャック・メスリーヌ フランスで社会の敵No.1と呼ばれた男 Part2 ルージュ編（ジャック・ダリエ〈アラン・フロマジェ〉）
- ジャッジ・ドレッド ※フジテレビ版
- シャドウハンター（ヴァレンタイン・モーゲンスターン〈ジョナサン・リース＝マイヤーズ〉）
- ジャングル・ブック ※テレビ朝日版
- ジュマンジ（ジム・シェパード〈マルコム・スチュワート〉）※VHS・旧盤DVD版
- 娼婦ベロニカ（アンリ王〈ジェイク・ウェバー〉、セラフィーノ・フランコ〈ダニエル・ラパイン〉）
- スティーブ・マーティンのSGT.ビルコ/史上最狂のギャンブル大作戦（ウォーリー・ホルブルック上等兵）
- スティル・クレイジー（スティーヴ・グリーンブラット）
- ステラ（パット・ロビンス〈ウィリアム・マクナマラ〉）※日本テレビ版
- ストライキング・レンジ（ブライス〈トロイ・ベイカー〉）
- ストリートファイター ※ソフト版
- スナイパー（ビル・トールマン）
- スピード（テリー）※フジテレビ版
- スピード2（マーセド〈ブライアン・マッカーディ〉）※フジテレビ版
- スラップ・ショット2（リック・クーパー）
- SLAM（ジミー・ワン）
- スリー・キングス（トロイ・バーロー〈マーク・ウォールバーグ〉）※ソフト版
- 300 〈スリーハンドレッド〉 〜帝国の進撃〜（アエスキロス〈ハンス・マシソン〉）
- スリーピー・ホロウ（ブロム〈キャスパー・ヴァン・ディーン〉）※テレビ東京版
- S.W.A.T.（アレックス・モンテル〈オリヴィエ・マルティネス〉[111]）※日本テレビ版
- セイビング・ジェシカ・リンチ（ムハンマド・アルラハイエフ）
- セシル・B/ザ・シネマ・ウォーズ
- セブンソード（ティン・トンルオ）
- 17 セブンティーン（ケヴィン・ボイル〈ジョナサン・リース＝マイヤーズ〉）
- 戦慄のストーカー/ある女子学生の場合（カイル・ケネディ）
- それでも夜は明ける（サミュエル・バス〈ブラッド・ピット〉）
- ダーク・ハーフ（フレッド・クローソン〈ロバート・ジョイ〉）※テレビ東京版
- ダーク・ファイター8（ソニー〈フェビアン〉）※テレビ東京版
- タイガーランド（ジム・パクストン二等兵〈マシュー・デイビス〉）
- タイタニック（ファブリッツォ〈ダニー・ヌッチ〉）※機内上映版
- 多重人格（ケノ・サイクス〈マーク・リンゼイ・チャップマン〉）
- タッカー（プレストン・タッカーJr.〈クリスチャン・スレーター〉）
- ダニエル・スティール/タイタニック（ジョージ・ウィンフィールド〈マイケル・ランデス〉）※テレビ東京版
- 007/オクトパシー（オルロフ将軍〈スティーヴン・バーコフ〉）※ソフト版
- 007/リビング・デイライツ（フェリックス・ライター〈ジョン・テリー〉）※テレビ朝日版
- 007/消されたライセンス（ダリオ〈ベニチオ・デル・トロ〉）※テレビ朝日版
- ダンク・ブラザース/脱線ファンにご用心（ディオン・サンダース、ラーチ）
- ダンス・ウィズ・ウルブズ ※日本テレビ版
- 地球で最後の男（ガブリエル・グッドマン）
- 超常殺人者2（ポール・ダグラス〈テイラー・ニコルズ〉）
- 沈黙の戦艦（ナッシュ二等兵〈トム・ウッド〉、キュー・ボール）※ソフト版
- デイ・アフター・トゥモロー
- デスクロウ（ダニエル〈リック・ヤング〉）
- デッドフォール（中国人のガンマン、キャッシュと同じ拘留所の囚人）※テレビ朝日版
- デトロイト・ロック・シティ（トリップ）
- デモリションマン ※ソフト版
- トイ・ソルジャー（ジョナサン・“スナッフィ”・ブラッドベリー）※フジテレビ版
- トゥームレイダー（ブライス〈ノア・テイラー〉）※ソフト版
- トゥームレイダー2（ブライス〈ノア・テイラー〉）※ソフト版、（ニコラス・ペトラッキ〈ダニエル・カルタジローン〉）※テレビ朝日版
- 24HOURS/24時間（レオン）
- 28DAYS（ジャスパー〈ドミニク・ウェスト〉）
- ドニー・ダーコ（ケネス・モニトフ医師〈ノア・ワイリー〉）
- ドラゴンハート（アイノン〈デヴィッド・シューリス〉）※日本テレビ版
- 25年目のキス（サム・コールソン〈マイケル・ヴァルタン〉）
- ネバー・フォーゲット（アンディ）
- ノー・トゥモロー（ジェイソン〈ゲイリー・ダニエルズ〉）
- ハードジャッカー/標高10,000フィートの死闘!（マリオ）※VHS版
- ハートブレイク・リッジ 勝利の戦場（フラゲッティ）※テレビ朝日版
- ハービー/機械じかけのキューピッド
- パーフェクト・スナイパー（ジミー〈ケヴィン・ベーコン〉）
- パール・ハーバー（ビリー〈ウィリアム・リー・スコット〉）※ソフト版
- BIONICLE2 メトロ・ヌイの伝説（ワカマ）
- 陪審員 ※ソフト版
- パウダー（スカイ〈リード・フレッチズ〉）
- バグズ（クレシェニスキー）
- バタフライ・エフェクト（ジョージ〈エリック・ストルツ〉）
- バックドラフト（ティム・クリズミンスキー〈ジェイソン・ゲドリック〉）※フジテレビ版
- バックマン家の人々（トッド〈キアヌ・リーブス〉）※テレビ東京版
- バットマン リターンズ ※ソフト版
- バッフィ/ザ・バンパイア・キラー（アンディ）
- ハリウッドにくちづけ（ロバート・マンチ〈マイケル・オントキーン〉）
- パンドラ・プロジェクト（ブルース・ボビンズ）
- ハンニバル（フランコ・ベネッティ捜査官）※ソフト版
- ハンバーガー・ヒル ※TBS版
- 百一夜（カミーユ・ミカ〈マチュー・ドゥミ〉）
- ファイナル・プロジェクト
- フィラデルフィア
- フェイス/オフ（ヒックス〈トーマス・ジェーン〉）※ソフト版
- フォーエヴァー・ヤング 時を超えた告白（スティーヴン）※ソフト版
- フォーリング・ダウン ※ソフト版
- フォーン・ブース
- プライベート・ライアン（ジェームズ・フレデリック・ライアン〈ネイサン・フィリオン〉）※ソフト版
- ブラック・ドッグ（ウェズ）※ソフト版
- ブラックホーク・ダウン（マイク・デュラント准尉〈ロン・エルダード〉）※テレビ東京版
- プラトーン（フランシス）※テレビ東京版
- フル・ブラッド（ウーヤン）
- F.L.E.D./フレッド（ルーク・ドッジ〈スティーヴン・ボールドウィン〉）
- ベスト・キッド3/最後の挑戦（マイク・バーンズ）※フジテレビ版
- ペンタグラム/悪魔の烙印 ※VHS版
- ホーカス ポーカス（ジェイ）
- ホーム・アローン3（バートン・ジャニガン〈レニー・フォン・ドーレン〉）※ソフト版
- ボーン・スプレマシー（ダニー・ゾーン〈ガブリエル・マン〉）※ソフト版
- ボディ・ショット（リック・ハミルトン〈ショーン・パトリック・フラナリー〉）
- 炎の大捜査線（チューチャイ）
- ホワイト・ライズ（ルーク〈マシュー・リラード〉）
- マイケルとトミーの無人島日記（マイケル・ウッズ〈ジョーイ・ローレンス〉）
- マイ・プライベート・アイダホ（マイク・ウォーターズ〈リヴァー・フェニックス〉）
- マイ・フレンド・フォーエバー ※フジテレビ版
- マインドハンター（ボビー・ホイットマン〈アイオン・ベイリー〉）
- マネー・トレイン ※ソフト版
- マン・オン・ザ・ムーン（マイケル・カウフマン〈マイケル・ケリー〉）
- マングラー（ラモス）
- マンハッタンで抱きしめて（ロバート・ネルソン〈マーティン・ドノヴァン〉）
- ミッション:インポッシブル/ゴースト・プロトコル（トレヴァー・ハナウェイ〈ジョシュ・ホロウェイ〉）
- ミュータント・タートルズ ※VHS版
- ミレニアム/1000年紀（ブライリー〈フィリップ・エイキン〉）
- メガ・パイソン（リチャード中尉〈ジェイソン・ゲドリック〉）
- メモリー 殺戮のビジョン（テイラー医師〈ビリー・ゼイン〉）
- メル・ブルックスの大脱走（パイロット1、ドイツ兵4、役者、ドイツ兵12、客1）
- メン・イン・ブラック（レジック）※ソフト版
- モータル・コンバット（リュウ・カン〈ロビン・ショウ〉）※旧ソフト版
- モール・コップ ラスベガスも俺が守る!（ヴィンセント・ソフェル〈ニール・マクドノー〉）
- 夢の旅路（若き日のローラン〈ロテール・ブリュトー〉）
- ラスト・ボーイスカウト（M.C.〈エディ・グリフィン〉）※フジテレビ版
- ラブ・アクチュアリー（ジョン〈マーティン・フリーマン〉）
- ラム・ダイアリー（ハル・サンダーソン〈アーロン・エッカート〉）
- 乱気流/ファイナル・ミッション（ジョン）※ソフト版
- ラングーンを越えて
- ランボー/怒りの脱出 ※テレビ朝日版
- リーサル・ウェポン2/炎の約束（ジョージ）※テレビ朝日版
- リーサル・ウェポン4（リー・バターズ〈クリス・ロック〉）※ソフト版
- リトル・ブッダ
- 霊幻道士5 ベビーキョンシー対空飛ぶドラキュラ!（フォン〈デイビッド・ロイ〉）
- 霊幻道士6 史上最強のキョンシー登場!!（ショウサン）
- 霊幻道士 ザ・ムービー 空飛ぶドラキュラ・リターンズ（タオリン）
- レインディア・ゲーム（ルーディ・ダンカン〈ベン・アフレック〉）※ソフト版
- レッドブル
- レネゲイズ ※テレビ朝日版
- ロード・オブ・イリュージョン（ビリー・フー）
- ロミオ+ジュリエット（マキューシオ〈ハロルド・ペリノー・ジュニア〉）※ソフト版
- ワンス・アポン・ア・タイム・イン・チャイナ 天地黎明（カイ）
- ワンス・アポン・ア・タイム・イン・チャイナ 天地撃攘（カン）

#### ドラマ
- 暗黒の戦士 ハイランダー（リッチー・ライアン）
- ER緊急救命室（デニス・ガント〈オマー・エップス〉）
- イン・ザ・ビギニング（ヨセフ）
- ウェディング（ソ・ジニ）
- ウォリアーズ/インポッシブル・ミッション（ジョン・フィーリー中尉〈ヨアン・グリフィズ〉）
- ウルトラマンパワード（カイル・モリソン、原発職員）
- S.O.F. シーズン2 #15（ロバート・ジョーンズ）、#17（ハッキン曹長〈ジャドソン・ミルズ〉）
- 狼女の香り（ジュリアン・マシスン）
- キッドナップ（アンディ・アーチャー〈ライナス・ローチ〉）
- glee/グリー（ダスティン〈シャイアン・ジャクソン〉）
- クリミナル・マインド FBI行動分析課
  - シーズン2（チャールズ）
  - シーズン4（スティーヴン）
  - シーズン6（ビリー）
  - シーズン8（フィリップ・コナー）
- クリミナル・マインド 特命捜査班レッドセル #2（マーカス）
- コードネーム＞エタニティ（デント〈ゴードン・カリー〉）
- コバート・アフェア シーズン2（ロイ・ガスキン）
- サード・ウォッチ（ボビー）
- ザ・ロストワールド（ネッド・マローン）
- CSI:マイアミ9（グレッグ・カロマ〈マーク・ペルグリノ〉）
- CSI:ニューヨーク4 #20
- シャーロック・ホームズの冒険 三破風館（ジェームズ・ローモンド公爵）
- 新・上海グランド（許 文強〈ホァン・シャオミン〉）
- スーパーナチュラル
  - シーズン4 #9（十字路の悪魔 他）
  - シーズン5 #7（パトリック）
  - シーズン7 #10（医師、ボビーの父）
- スタートレック:ディープ・スペース・ナイン（ティム・ワターズ〈ポール・ポポウィッチ〉）
- ステート・ウイズイン 〜テロリストの幻影〜（クリストファー・スタイルズ〈ノーム・ジェンキンス〉）
- ダークエンジェル（ベン、アレック・マクドウェル〈ジェンセン・アクレス〉）※ソフト版
- 24 -TWENTY FOUR- シーズン5（アントン・ベレシュ）
- ドールハウス Dollhouse シーズン1 #2（リチャード・コネル）
- となりのサインフェルド（ジェリー・サインフェルド）※DVD版
- ドラゴン&ウォリアー（ジョン王子）
- ハーシュ・レルム（ホッブス）
- PERSON of INTEREST 犯罪予知ユニット（クリス・スカラード）
- ハーパーズ・アイランド 惨劇の島（カル・ヴァンデューセン〈アダム・キャンベル〉）
- ハリーズ・ロー 裏通り法律事務所（チェスター）
- パワーレンジャーシリーズ
  - パワーレンジャー（スカル〈ジェイソン・ナーヴィー〉、バブー）
  - パワーレンジャー・ターボ（ジェスロ、ストライクアウト）
- バンド・オブ・ブラザース
- ブル〜ウォール街への挑戦〜（カーソン）
- ミス・マープル 魔術の殺人（アレックス・レスタリック）
- ミディアム6 アリソン・デュボア（エリック・ウェストファル博士）
- メンタリスト
  - シーズン2 #14（アダム・リード〈ジョン・スクラロフ〉）
  - シーズン4・5・6（レイ・ハフナー〈リード・ダイアモンド〉）
- レリック・ハンター（ナイジェル・ベイリー〈クリスチャン・アンホルト〉）
- ROME［ローマ］（マルクス・ユニウス・ブルートゥス〈トビアス・メンジーズ〉）
- ローマ警察殺人課アウレリオ・ゼン 3つの事件

#### アニメ
- アンデルセン・ストーリーズ（スベン）
- 怪盗カルメンサンディエゴ（ショートゥー）
- ザ・シンプソンズ（C・J・ラモーン、ジェシー・グラス）
- 新くまのプーさん（ネズミ）
- ジョニー・ブラボー（ジョニー・ブラボー）
- ダックテイル（ホメロス）
- 戦え!超ロボット生命体トランスフォーマー（未放映版）（ハウンド[112]、工作ロボ[112]）
- タンタンの冒険
- トランスフォーマー ザ・リバース（スタイラー[113]、セレブロス[113]、シュアショット[113]、カリバースト[113]、トリガーハッピー[113]）
- Hi Hi Puffy AmiYumi（フラッシュ・バックマン）
- バイオニクル2 メトロ・ヌイの伝説（ワカマ）
- バットマン
- ヘラクレス（男性）
- マダガスカルシリーズ
  - マダガスカル
  - マダガスカル2（密猟者1）
  - ペンギンズ FROM マダガスカル ザ・ムービー（シークレット〈声：ベネディクト・カンバーバッチ〉[114]）
- マジック・スクール・バス（プロット先生）
- リトル・マーメイド

### ナレーション

#### テレビ番組
- 四大化計画〜世界は3つで語れない〜（2023年3月24日、NHK総合）

#### CM
- 黄金勇者ゴルドラン玩具CM
- 太田胃散
- セブンイレブン（'10終了）
- 日本興亜損保
- SDガンダム GGENERATION OVERWORLD （第2弾CM）

### テレビドラマ
- 不在証明（1991年11月26日、火曜サスペンス劇場） - 被害者
- わが町3（1993年10月12日、火曜サスペンス劇場） - 警官

### 映画
- ゴジラvsキングギドラ（1991年） - 警備員
- selfish（立命館大学卒業制作作品）（2011年） - 加藤清久

### 実写
- 無責任艦長タイラー 情報版 抜け駆け編（インタビュー）（1992年発売VHS）
- 第3回 花の声優界! スター☆ボウリング2007「人生投げずに玉投げて。みなさまのおかげサマーですSP」（2007年8月19日放送）

### その他コンテンツ
- こどもにんぎょう劇場「ねずみのとうさんアナトール」
- カートゥーン ネットワークスポットCM（ジョニー・ブラボー）
- ノベルアプリ『RENT HEAD』（空振監督[115]）
- ワールド・ハイビジョン・チャンネルサウンドロゴ『BS12、みちゃってますから。』（2017年12月1日 - ）[116]
- パチスロ『ゼーガペイン2』（2022年、ナフシャ[117]）

## 書籍
- 成田剣 1st写真集（2009年2月14日）